# Hurra

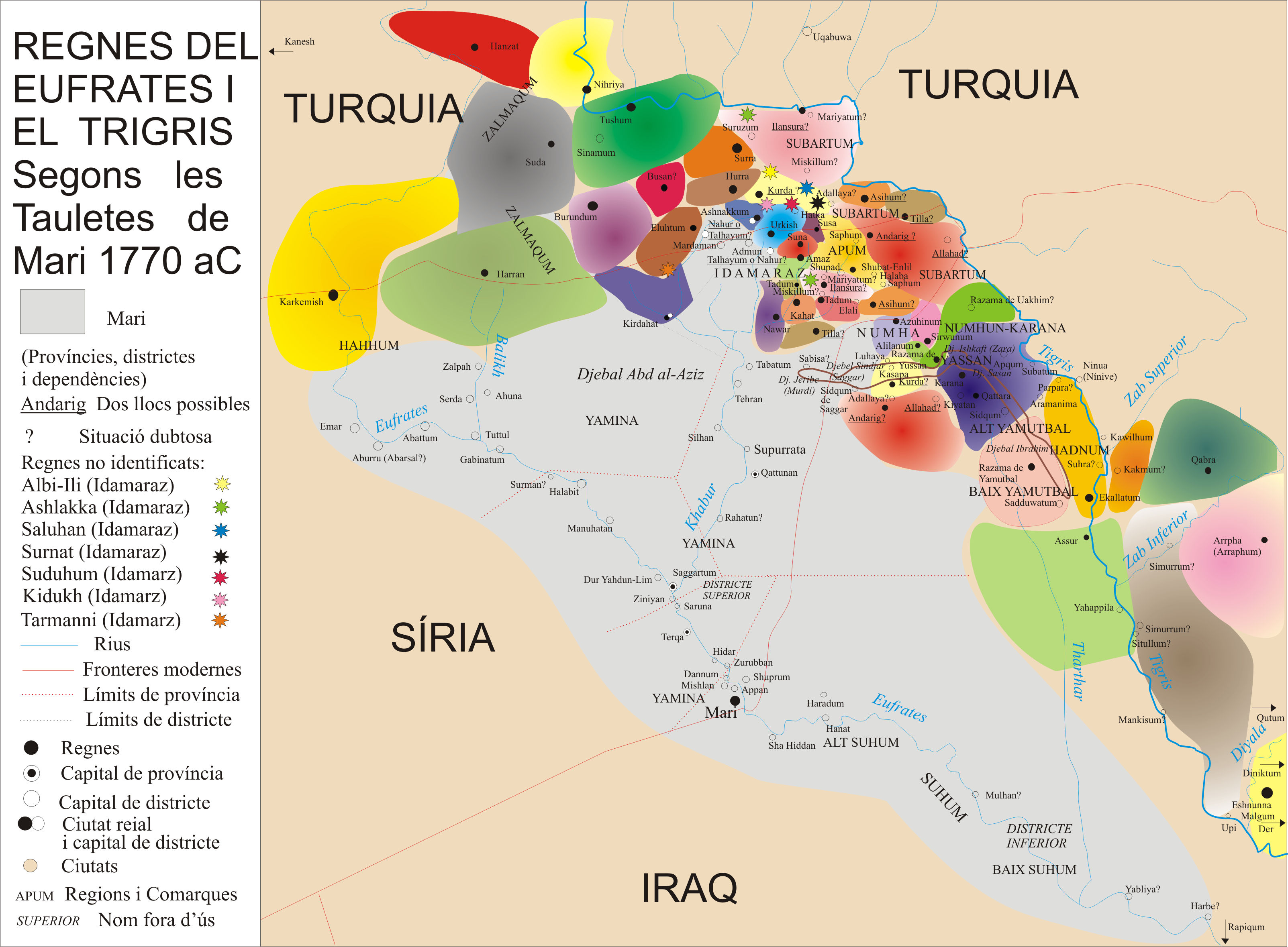
Mapa

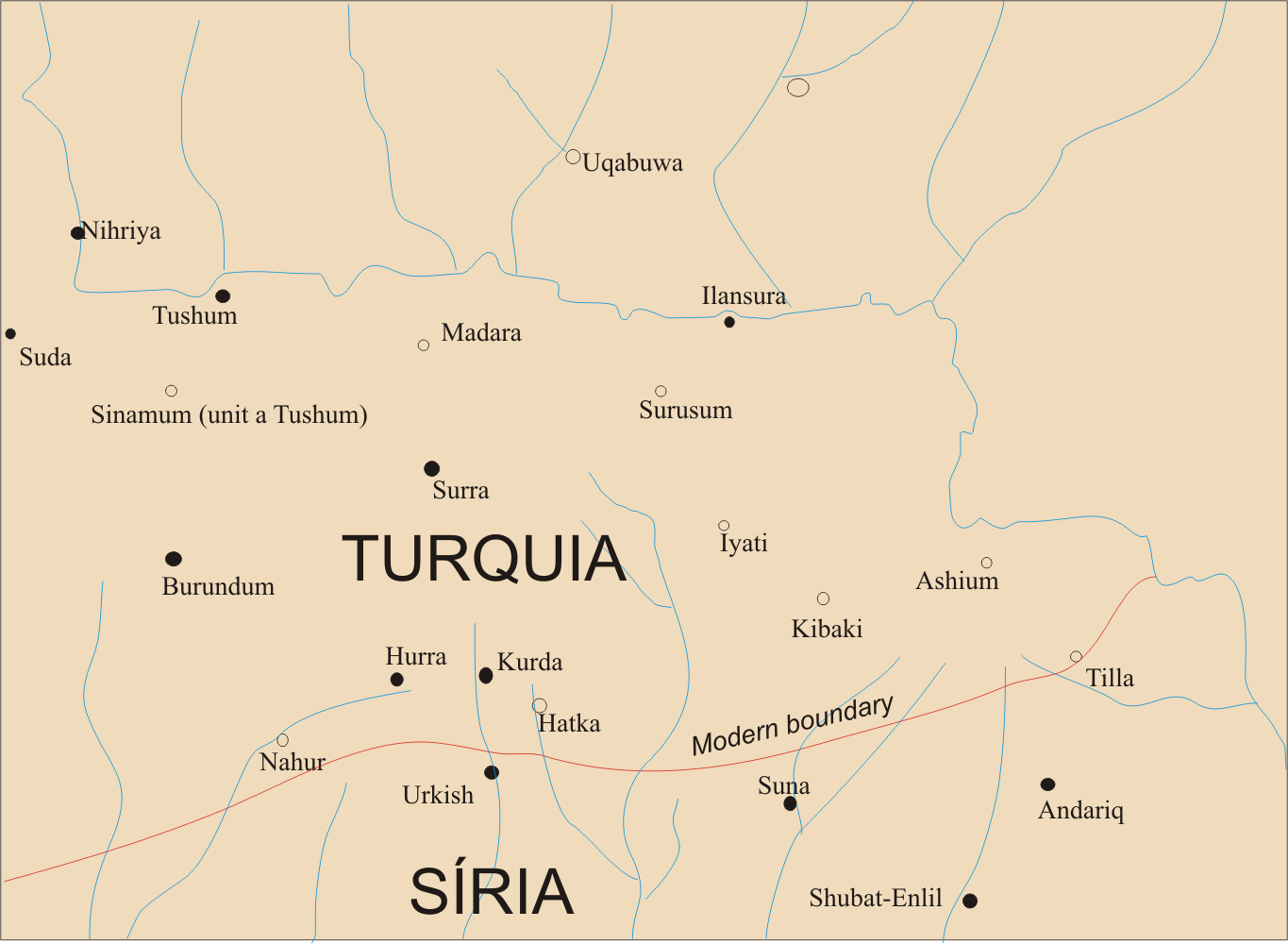
Zona del triangle del Khabur

Hurra (a vegades Khurra) fou ua ciutat estat o regne de la zona del triangle del Khabur, al nord-oest d'Urkish (Tell Mozan). Els seus habitants son esmentat com hurraites.
Les tauletes de Mari esmentam com a sobirà a Ilulla. La ciutat de Hurra va atacar (aliada a Sinah o Shinah) al rei Shadum-Labum de Ashnakkum, després que aquest havia assassinat al seu antecessor Ishme-Addu.